# Purpurtofsar
Purpurtofsar (Iodopleura) är ett fågelsläkte i familjen tityror inom ordningen tättingar. Släktet omfattar tre arter som förekommer i Sydamerika från östra Venezuela till sydöstra Brasilien:
- Vitbrynad purpurtofs (I. isabellae)
- Mörk purpurtofs (I. fusca)
- Beigestrupig purpurtofs (I. pipra)